# L'occhio del drago (romanzo)
L'occhio del drago (The Dragon's Eye) è un romanzo avventuroso-fantasy per ragazzi del 2006 scritto da Dugald Steer e illustrato da Douglas Carrel.

## Trama
Il romanzo narra la storia di Daniel e Beatrice, due fratelli apprendisti dragologi. La loro storia inizia quando ricevono una lettera dai loro genitori che si trovano in India, nella quale gli spiegano che non possono tornare a casa e gli scrivono di andare da un loro amico, il Dottor Ernest Drake, un esperto dragologo. I due bambini partono per incontrare il famoso dottore e, in mezzo a tanti scaffali, conoscono un bambino di nome Emery che poi diventerà loro amico. Dopo aver trascorso la notte in una locanda vicina, partono tutti insieme per dirigersi alla Rocca del Dottor Drake. Arrivati alla Rocca il dottore spiega cosa dovranno fare e durante il loro soggiorno scopriranno l'esistenza di un drago di nome Fiamma. Mentre passeggiano per la foresta che circonda la rocca, vedono un altro drago di nome Guizza e si incuriosiscono. Il Dottor Drake allora li invita a partecipare a delle lezioni di dragologia che sarebbero iniziate una settimana dopo e fornisce loro il materiale di cui avranno bisogno. All'inizio delle lezioni, Daniel e Beatrice fanno la conoscenza di nuovi amici. Durante le lezioni il Dottor Drake fa fare un giuramento ai bambini che poi entreranno a far parte della Segreta e Antica Società dei Dragologi, la S.A.S.D.
Nel corso di queste lezioni conosceranno meglio Fiamma e scopriranno l'esistenza di dodici tesori della Società, tra cui il più importante è una gemma chiamata «l'Occhio del Drago». Ogni tesoro ha un potere magico e quello di questa gemma è quello di scegliere ogni nuovo Maestro dragologo. Ignatius Crook è un uomo malvagio che vuole impossessarsi della gemma il cui potere, unito a quello di altri tesori, permette di poter comandare il drago più potente che esiste. A questo punto gli amici partono con una nave per un viaggio avventuroso alla scoperta di alcuni dei tesori della Società. Approdati su una spiaggia incontrano un drago che affida loro uno scrigno che contiene la polvere di drago, ma che sfortunatamente Ignatius riesce a rubare. Drake, Daniel e Beatrice partono all'inseguimento di Ignatius e riescono a riprendersi lo scrigno grazie all'Occhio del Drago che gli viene consegnato da un vecchio drago, incontrato in una grotta. Recuperati i tesori il Dottor Drake i bambini fanno ritorno alla Rocca, dove il dottore scopre di essere il nuovo Maestro dragologo. A questo punto, Daniel e Beatrice non tornano in collegio ma restano a vivere con il dottore per continuare gli studi in dragologia.

## Personaggi
- Daniel e Beatrice: protagonisti
- Dottor Ernest Drake: Esperto dragologo
- Ignatius Crook: Il malvagio nemico del dottor ernest drake
- Alicia, Billy, William: apprendisti dragologi

## Edizioni italiane
- Dugald Steer, L'occhio del drago, traduzione di Giuditta Capella, Milano, Fabbri Editori, 2007, ISBN 978-88-451-4088-4. URL consultato il 31 luglio 2020 (archiviato dall'url originale il 5 luglio 2022).